# حسدای کرسکاس
حسدای کرشکاش یا حَسْدایْ بِن ابراهیم کِرشکاش(عبری:חסדאי קרשקש) متولد سال ۱۳۴۰ میلادی، در بارسلونا، کاتالونیا؛ فیلسوف، متکلم، سیاست‌مدار و آموزگار هلاخا شریعت یهود بود.

## زندگی
خانواده حسدای کرشکاش روحانیون و علمای مذهبی یهود بودند؛ او شاگرد معلم تلمود و فیلسوف یهودی نیسیم بن رئوبن معروف بن ران بود. در سال ۱۳۶۷ میلادی، به همراه اسحاق بن ششت به دلیل بی‌احترامی به نان مقدس عشای ربانی به زندان انداخته شد؛ اما مدتی بعد آزاد گشت. در سال ۱۳۷۰ در یک مسابقه با شاعران عبری‌زبان بارسلون و گرونا شرکت جست. در پی آن به عنوان نماینده جامعه یهودی کاتالونیا که به دنبال نوسازی و گسترش امتیازات یهودیان از ژان اول آراگون بود، به کار گرفته شد. در سال ۱۳۸۷، کرکاس رسماً وابسته دربار آراگون شد و مقرب و عضو دربار خاندان سلطنتی خوانده شد. در همان سال به واسطه حکم سلطنتی اختیار تام یافت تا با اعمال اختیارات قضایی حکم تکفیر مطابق با هلاخا صادر نماید.
سپس کرشکاش به ساراگوسا رفت و در آن‌جا به عنوان خاخام به جای اسحاق بن ششت که در والنسیا ساکن شده بود، مشغول به کار شد. در سال ۱۳۹۰، ژان اول به او اجازه داد تا خبرچین‌هایی را که برضد یهودیان کار می‌کردند، تحت پیگرد قرار داده و برای آنان حکم مجازات صادر نماید. بعداً ملکه کرشکاش را به سمت قاضی تمام امور مربوط به جاسوسان نفوذی در جوامع یهودی سراسر قلمرو آراگون منصوب کرد. در طی این مدت، یکی از فرزندان کرشکاش در جریان یک آشوب ضدیهودی در بارسلونا، کشته شد. خود کرشکاش در ساراگوسا از چنین حملاتی در امان بود، و بودجه‌هایی را از جامعه یهود آراگون جهت پرداخت در راه چنین پشتیبانی‌هایی گردآوری کرد. او در نامه‌ای متعلق به این دوره، ماهیت کشتارهای روی داده در جامعه یهودی را تشریح نمود.
در سال ۱۳۹۳، کرشکاش به همراه دو نماینده از جوامع ساراگوسا و کالاتایود، از طرف حکومت اجازه یافت تا برای اقامت دوباره یهودیان در بارسلون و والنسیا، از جوامع یهودی قلمرو پادشاهی گزینش کند؛ به علاوه، این اجازه به او داده شد تا کمک‌هایی را جهت بازسازی اقامتگاه یهودیان در این شهرها گرد آورد. کرشکاش، در سال ۱۴۰۱ چندین هفته را در پامپلونا، جهت گفتگو در مورد مسایل مربوط به جمعیت یهود با پادشاه شارل سوم سپری کرد.

## آثار و عقاید
کرشکاش، مقاله‌ای در رد و ابطال اصول مسیحیت در کاتالان در طی سال‌های ۱۳۹۷ تا ۱۳۹۸ نوشت. به علاوه، اثر دیگری در کاتالان علیه آیین مسیحیت تألیف نمود. وی مسئله توارث گناه، فدیه، تثلیث، تجسد مسیح، تولد عیسی مسیح از باکره، استحاله نان و شراب، غسل تعمید، مسیح بودن عیسی و عهد جدید را مورد انتقاد جدی قرار داد.
وی با نقد تعداد بسیاری زیادی از آثار ارسطو و ابن میمون، کوشید ارسطوگرایی را ابطال کند. کرکساس برخلاف این اندیشمندان، به وجود خلأ پایان‌ناپذیر بیرون از جهان خاکی، باور داشت. از این رو، به دیدگاه او دیگر جهان‌ها می‌توانستند وجود داشته باشند. کرشکاش با فرض وجود امر نامتناهی، تصور ارسطویی محرک غیرمتحرک را که مبتنی بر عدم امکان تسلسل علل است، مورد تردید قرار می‌دهد؛ به همین دلیل برهان‌های ابن میمون در مورد وجود خدا، وحدانیت او و غیرمادی بودن او را فاقد اعتبار می‌داند، و آن‌ها برگرفته و برپایه مفهوم تناهی تلقی نموده‌است. علاوه بر این، کرشکاش با نظریه ابن میمون مبنی بر غیرممکن بودن انتساب صفات ایجابی به خدا مخالفت نموده‌است.
او می‌گفت جهان از ازل وجود داشته و تا ابد وجود خواهد داشت و خلقت شامل چیدمان این‌ها می‌شود. این نظر بر روی اسپینوزا تأثیر فلسفی گذاشت.